# Susan La Flesche Picotte
Susan La Flesche Picotte (17. července 1865 Rezervace Omahů – 18. září 1915 Walthill) byla indiánská lékařka a reformátorka v 19. století. Je uznávaná jako první indiánka, která získala titul z medicíny. Vedla osvětu za veřejné zdraví a za formální a legální přidělování půdy členům kmene Omahů.
Picotte byla aktivní sociální reformátorka stejně jako lékařka. V rezervaci kde pracovala se snažila potírat konzumaci alkoholu v rámci abstinentního hnutí 19. století. V rámci své zdravotní osvěty se věnovala prevenci tuberkulózy, na kterou tehdy neexistoval žádný lék. Také pomáhala Omahům s byrokracií, aby jim Úřad pro indiánské záležitosti zaplatil dluhy za prodej jejich půdy.

## Životopis

### Mládí a rodina

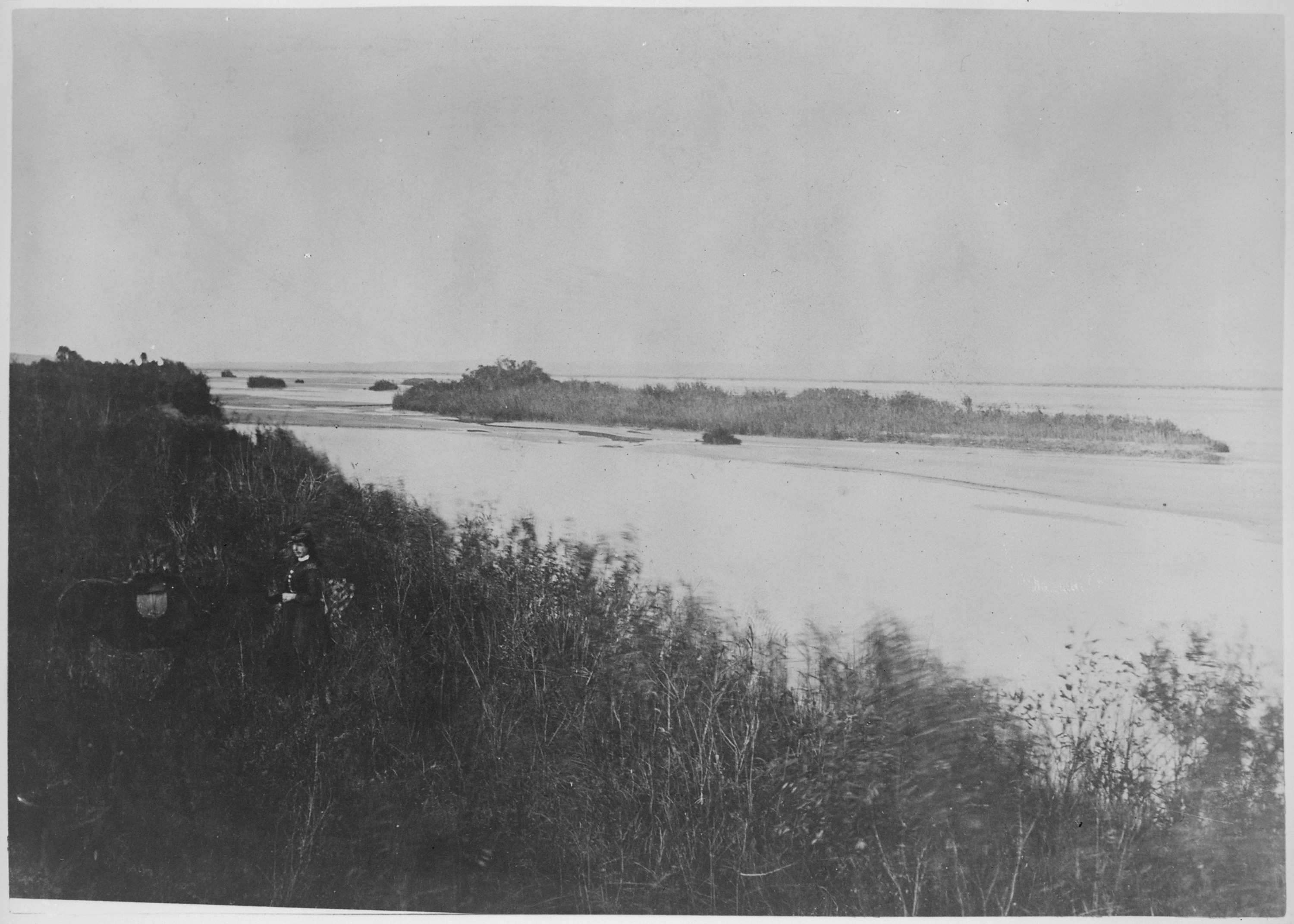
Řeka Missouri poblíž indiánské rezervace Omaha

Susan La Flesche se narodila v červenci roku 1865 v rezervaci Omahů ve východní Nebrasce. Její rodiče kulturně náležící ke kmeni Omahů, měli evropské i domorodé předky a oba nějakou dobu žili mimo rezervaci. Vzali se někdy během let 1845–1846.
Susanin otec, Joseph LaFlesche, zvaný Železné oko, pocházel z indiánského kmene Ponca a měl francouzsko-kanadské předky. Vzdělával se v St. Louis v Missouri, ale již jako mladý muž se vrátil do rezervace. Kulturně se ztotožňoval s kmenem Omahů. V roce 1853 byl adoptován náčelníkem Velkým jelenem, který ho vyvolil za svého nástupce. LaFlesche se stal hlavním vůdcem kmene Omahů kolem roku 1855. Snažil se podněcovat ve členech kmene určitou míru asimilace, obzvláště skrze politiku přerozdělování půdy, což vytvářelo rozpory.
Její matka, Mary Gale, byla dcera Dr. Johna Galea, bílého chirurga armády Spojených států, který byl umístěn do pevnosti Fort Atkinson, a Nicomi, ženy příbuzné kmenům Omahů, Otoe a Iowů. Gale byla také nevlastní dcerou prominentního nebraského obchodníka s kožešinami a státníka Petera A. Sarpyho. Jako její manžel se i Mary Gale ztotožňovala s kmenem Omahů, a přesto, že rozuměla francouzsky a anglicky, odmítala mluvit jiným jazykem než jazykem kmene Omahů.
Susan byla nejmladší ze čtyř dcer – Susette (1854–1903), Rosalie (1861–1900) a Marguerite (1862–1945). Její starší nevlastní bratr Francis La Flesche, narozený v roce 1857 druhé ženě jejího otce, se později stal renomovaným etnologem, antropologem a muzikologem (či etnomuzikologem), zaměřeným na kulturu kmenů Omahů a Osage. Jak Susan vyrůstala, učila se tradicím a zvykům kmene, její rodiče ale nabyli dojmu, že některé rituály by mohly být ve světě bělochů vnímány jako škodlivé, proto své nejmladší dceři nedali indiánské jméno a nedovolili jí přijmout tradiční tetování na čelo. Susan mluvila s rodiči (a hlavně s matkou), jazykem kmene Omahů, ale její otec a nejstarší sestra ji pobízeli, aby se svými sestrami mluvila anglicky, aby mluvila plynně oběma jazyky.
Jako dítě, byla svědkem smrti nemocné indiánky, která zemřela poté, co ji bílý doktor odmítl léčit. Tato zkušenost podnítila její zájem o medicínu.

### Vzdělání
Susan se začala vzdělávat brzy na misijní škole v rezervaci, kterou provozovali Presbytariáni a po uzákonění „mírové politiky“ prezidenta Ulyssese S. Granta v roce 1882, kvakeři. Internátní škola v rezervaci vyučovala indiánské děti evropským a americkým praktikám, aby je asimilovala mezi bílou společnost.
Po několika letech v misijní škole, Susan opustila rezervaci a odjela do Elizabeth v New Jersey, kde studovala dva a půl roku na Elizabethském ústavu. Do rezervace se vrátila v roce 1882 a učila ve vládní škole. Poté znovu odešla studovat na Hamptonský ústav v Hamptonu ve Virginii, kde byla od roku 1884 do roku 1886. Historicky byla tato škola založena po americké občanské válce jako škola pro černé, ale stala se také studijní destinací pro indiánské studenty.
Susan studovala na Hamptonu spolu se sestrou Marguerite, nevlastním bratrem Carym a deseti dalšími dětmi Omahů. V rámci praktické výuky se dívky učily dovednostem žen v domácnosti a chlapci se učili odborným dovednostem. Během studia se Susan romanticky zapletla s mladíkem z kmene Siuxů jménem Thomas Ikinikapi. S láskou o něm referovala jako o „T.I.“, ale ještě před promocí jejich vztah ukončila. Promovala 20. března 1886, jako druhá nejlepší z ročníku.
Absolventky Hamptonského ústavu byly obvykle pobízeny, aby vyučovaly nebo aby se vrátily do rezervací a staly se křesťanskými manželkami a matkami. Susan se v roce 1886 rozhodla přihlásit na medicínu.

### Studium medicíny

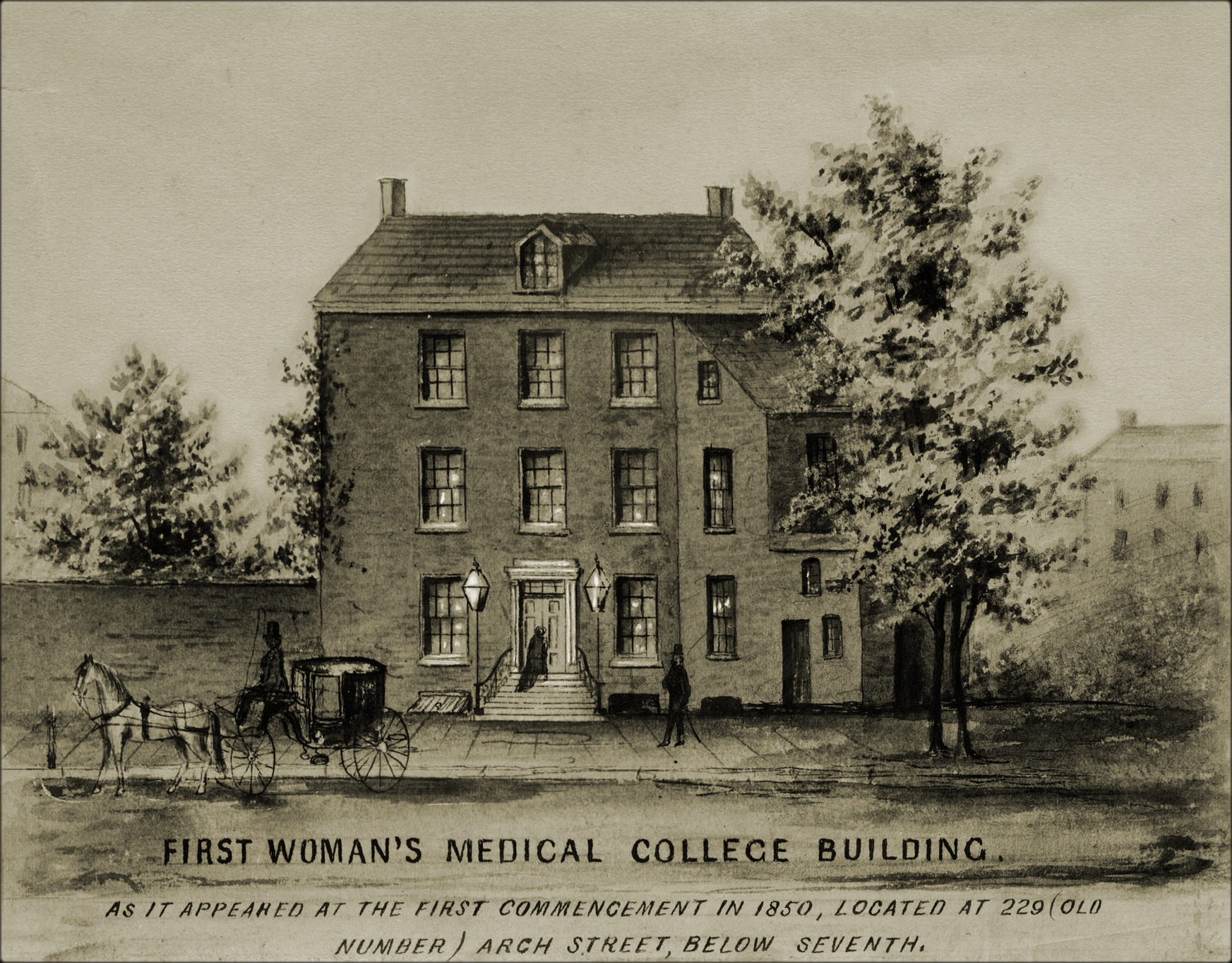
První budova v níž sídlila Ženská lékařská fakulta v Pensylvánii, cca 1850

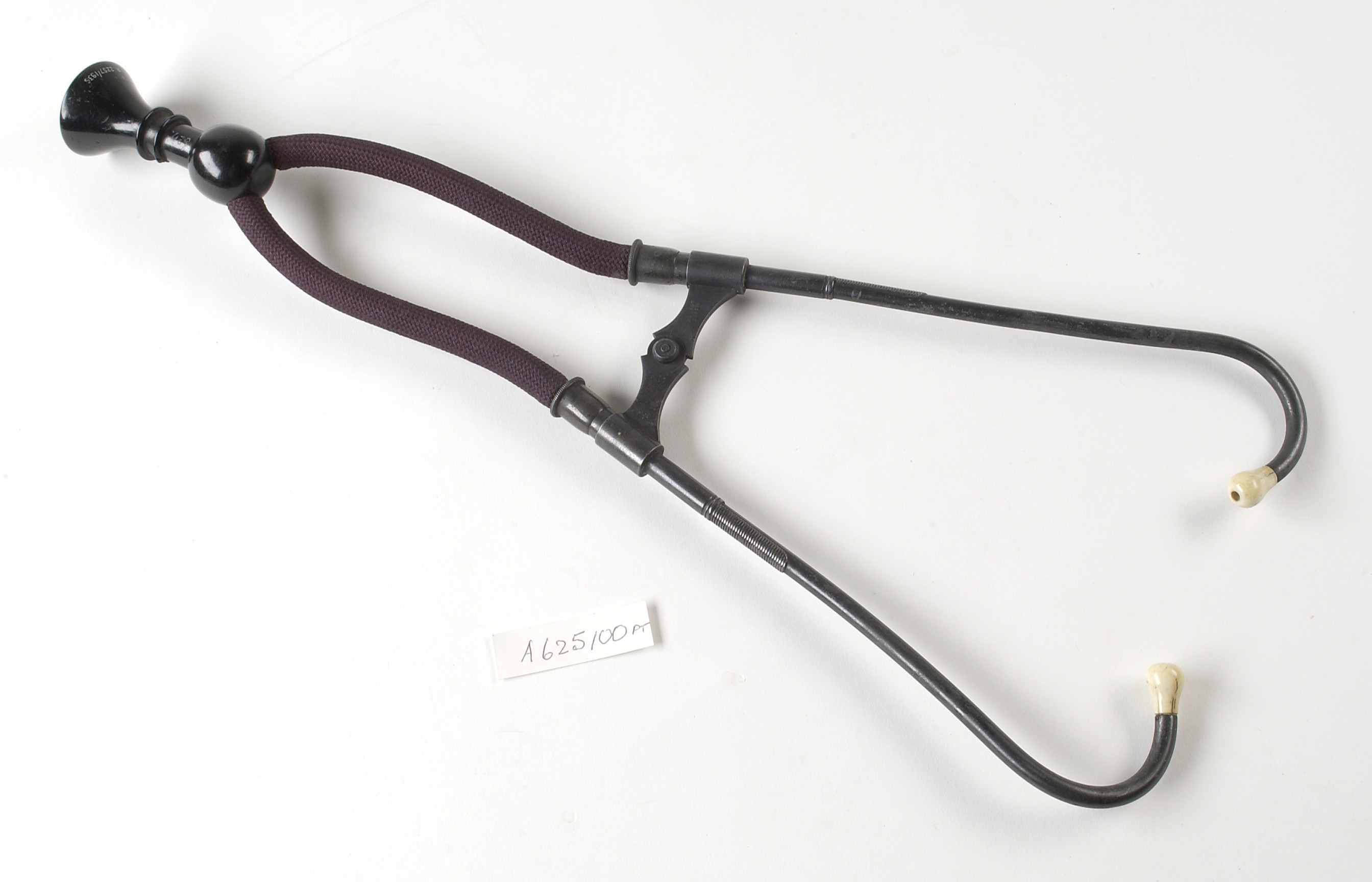
Stetoskop z 19. století

Ačkoli ženy-léčitelky nebyly v indiánské společnosti Omahů ničím výjimečným, pro ženy viktoriánské doby ve Spojených státech bylo nezvyklé, aby studovaly medicínu. Na konci 19. století existovalo jen pár lékařských škol, které přijímaly ženy.
Susan byla přijata na Ženskou lékařskou fakultu v Pensylvánii, která byla založena v roce 1850 jako jedna z mála lékařských škol na východním pobřeží, která vzdělávala ženy. Škola byla drahá, což si Susan sama nemohla dovolit. Obrátila se pro pomoc na rodinou přítelkyni Alice Fletcher, etnografku z Massachusetts, která měla širokou síť kontaktů na ženské reformní organizace. Susan dříve pomohla Fletcher uzdravit se ze zánětlivého revmatismu.
Fletcher pobízela Susan, aby se odvolala na Indiánskou asociaci v Connecticutu, místní přidruženou organizaci Ženské národní indiánské asociace (Women's National Indian Association), která se snažila „civilizovat“ indiány podporou viktoriánských hodnot rodinného života mezi indiánskými ženami a sponzorovala terénní vychovatelky, jejichž úkolem bylo učit indiánské ženy „čistotě“ a „zbožnosti.“
Susan v dopise Indiánské asociaci v Connecticutu popsala svou touhu vstupovat do lidských příbytků jako lékařka a učit jejich obyvatele hygieně a léčit jejich neduhy, což bylo v souladu s viktoriánskými cnostmi rodinného života, které asociace chtěla podporovat. Asociace sponzorovala Susaniny studijní výdaje, ale platila také za její ubytování, knihy a další potřeby. Susan je považována za první osobu, která obdržela podporu k získání profesionálního vzdělání ve Spojených státech. Asociace požadovala, aby Susan zůstala během studia a několik let po promoci svobodná, aby se mohla lépe soustředit na svou praxi.
Na Ženské lékařské fakultě v Pensylvánii Susan studovala chemii, anatomii, histologii, farmaceutické vědy, porodnictví a všeobecnou medicínu, a stejně jako její vrstevnice, pracovala v lékařských zařízeních ve Filadelfii, spolu se studentkami a studenty z jiných fakult. Během studia změnila svůj vzhled. Začala se oblékat jako její bílé spolužačky a stejně jako ony nosila vlasy sepnuté do drdolu.
Po druhém roce studia se Susan vrátila domů, aby mohla rodině, kterou postihla epidemie spalniček. Po zbytek studia pak domů posílala dopisy spolu s lékařskými radami. Promovala po třech letech studia jako nejlepší z ročníku, 14. března 1889, kdy pronesla závěrečnou řeč.
V roce 1889 se přihlásila na pozici vládní lékařky ve vládní indiánské škole Omahů, která jí byla nabídnuta méně než dva měsíce později. Po promoci se na žádost Indiánské asociace v Connecticutu vydala na přednáškové turné, kde ujišťovala bílé publikum, že Indiáni mohou mít prospěch z civilizace bělochů. S agenturou udržovala vazby i po dokončení studií. Po promoci byla jmenována lékařskou misionářkou u Omahů. Asociace financovala nákup lékařských nástrojů a knih během prvních let její lékařské praxe v Nebrasce.

### Lékařská praxe
Susan se vrátila do rezervace v roce 1889, aby nastoupila na pozici lékařky ve vládní internátní škole v rezervaci, kterou vedl Úřad pro indiánské záležitosti. Zde měla za úkol učit studenty o hygieně a starat se o jejich zdraví. Ačkoli nebyla povinna starat se o další členy komunity, školu mělo mnoho obyvatel blíže než oficiální vládní zařízení, takže se Susan starala nejen o děti, ale i o mnoho obyvatel rezervace. Susan často mívala dvacetihodinovou směnu a starala se o 1200 lidí. Ve své ordinaci v rohu školního dvora, která byla zásobovaná Indiánskou asociací v Connecticutu, pomáhala se zdravotními problémy, ale mnohdy i s běžnějšími úkony, jako bylo psaní oficiálních dokumentů. V komunitě se těšila velké důvěře. Navštěvovala domovy obyvatel a starala se o nemocné pacienty s tuberkulózou, chřipkou, cholerou, úplavicí a trachomem. Její první ordinace, která měřila jen 3,6 × 4,8 m, sekundovala jako místo pro setkávání komunity. Několik let cestovala po rezervaci a starala se o pacienty s vládním platem 500 dolarů ročně a příspěvkem 250 dolarů od Ženské národní indiánské asociace za práci lékařské misionářky.
V prosinci roku 1892 vážně onemocněla a byla po několik týdnů upoutána na lůžko. Roku 1893 byla donucena vzít si na nějaký čas volno, aby se mohla postarat o choravou matku a své vlastní zdraví.  Toho roku rezignovala na svou pozici, aby se mohla postarat o umírající matku, čímž upřednostnila rodinné záležitosti před prací pro veřejnost.
V roce 1894 se Susan zasnoubila s rozvedeným Henrym Picottem, indiánem z kmene Siuxů z Yanktonského vládního úřadu. Mnoho ze Susaniných přátel a rodiny bylo touto romancí překvapeno. Pár byl v červenci téhož roku sezdán. Susan měla s manželem dva syny: Caryla, narozeného roku 1895 nebo 1896 a Pierra narozeného na začátku roku 1898. Susan po narození dětí pokračovala v praktikování medicíny, což bylo možné díky manželově podpoře. Pro ženy viktoriánské doby to bylo nezvyklé, neboť se od žen očekávalo, že zůstanou po sňatku doma jako matky na plný úvazek. Susan se ve své praxi starala jak o Omahy tak o bílé pacienty z města Bancroft a okolních komunit. Pokud se nezařídila jinak, brala Susan někdy své děti na návštěvy k pacientům.

### Nemoc a konec života

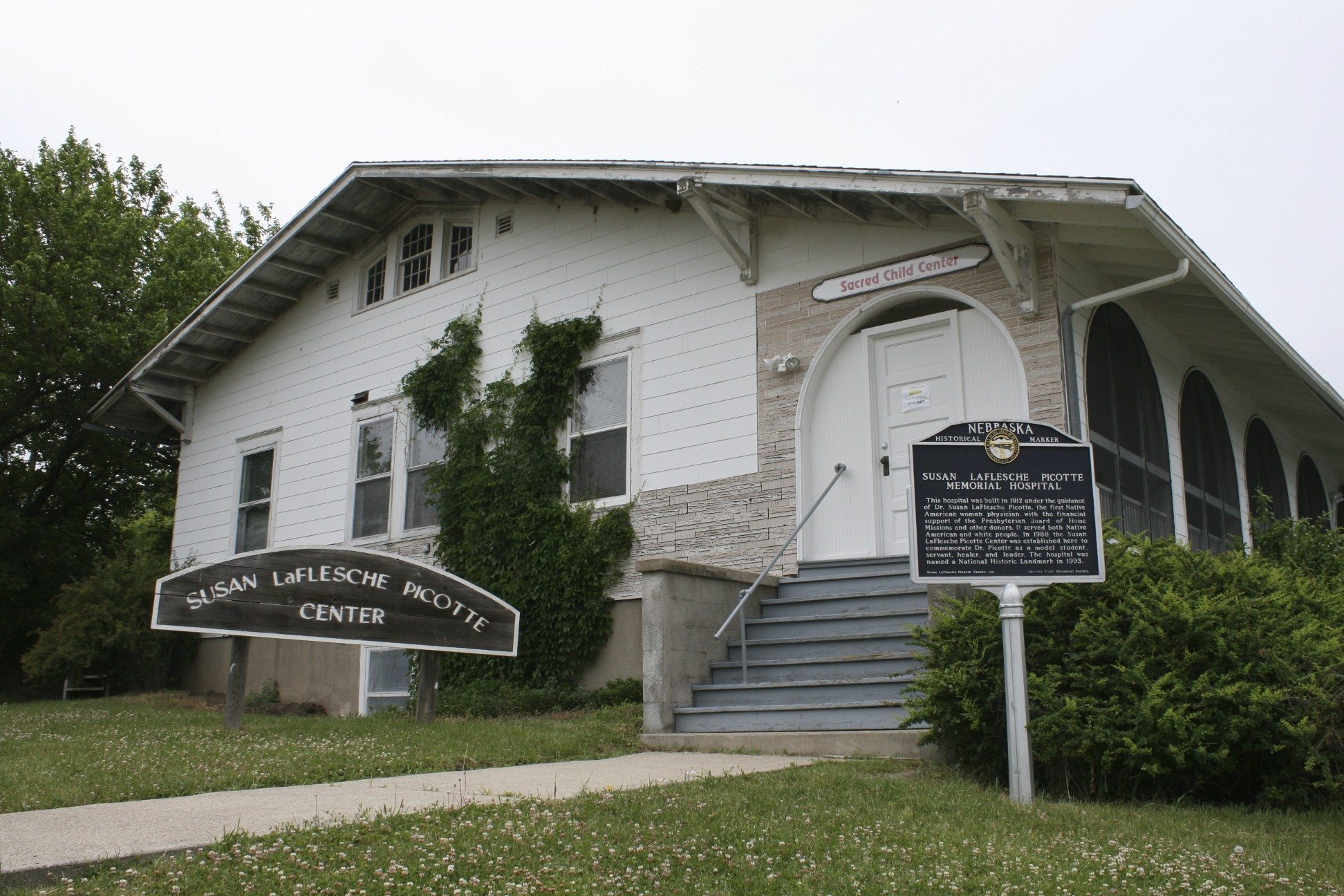
Nemocnice Dr. Susan LaFlesche Picotte ve Walthill v Nebrasce

Susan většinu svého života trpěla chronickou nemocí. V lékařské škole ji obtěžovaly potíže s dýcháním a po několika letech práce v rezervaci si musela vzít v roce 1892 přestávku, aby se mohla uzdravit, protože trpěla chronickou bolestí krku, srdce a uší. Z nemoci se uzdravila, ale znovu začala být nemocná v roce 1893, poté co po pádu z koně utržila značná vnitřní zranění. Postupem času se Susanin stav zhoršoval, až nakonec zůstala hluchá.
Jak Susan stárla, její zdraví se zhoršovalo, až byla nakonec příliš slabá, aby spravovala nově postavenou nemocnici pro rezervaci ve Walthill v roce 1913. Na začátku března roku 1915 velice trpěla a nakonec zemřela 18. září 1915 na rakovinu kostí. Další den se konal její pohřeb, který sloužila jak presbytariánská církev tak i Ametystová kapitula Řádu východní hvězdy. Je pohřbena na hřbitově v Bancroft v Nebrasce po boku svého manžela, otce, matky, sestry a nevlastního bratra.
Její synové prožili plné životy. Caryl Picotte si vybudoval kariéru v armádě Spojených států a sloužil ve 2. světové válce, aby se nakonec usadil v El Cajon v Kalifornii. Pierre Picotte prožil téměř celý svůj život ve Walthill v Nebrasce, kde vychoval tři děti.
Během svého života se Susan La Flesche Picotte starala o 1300 pacientů na 724 km².

## Reformování veřejného zdraví

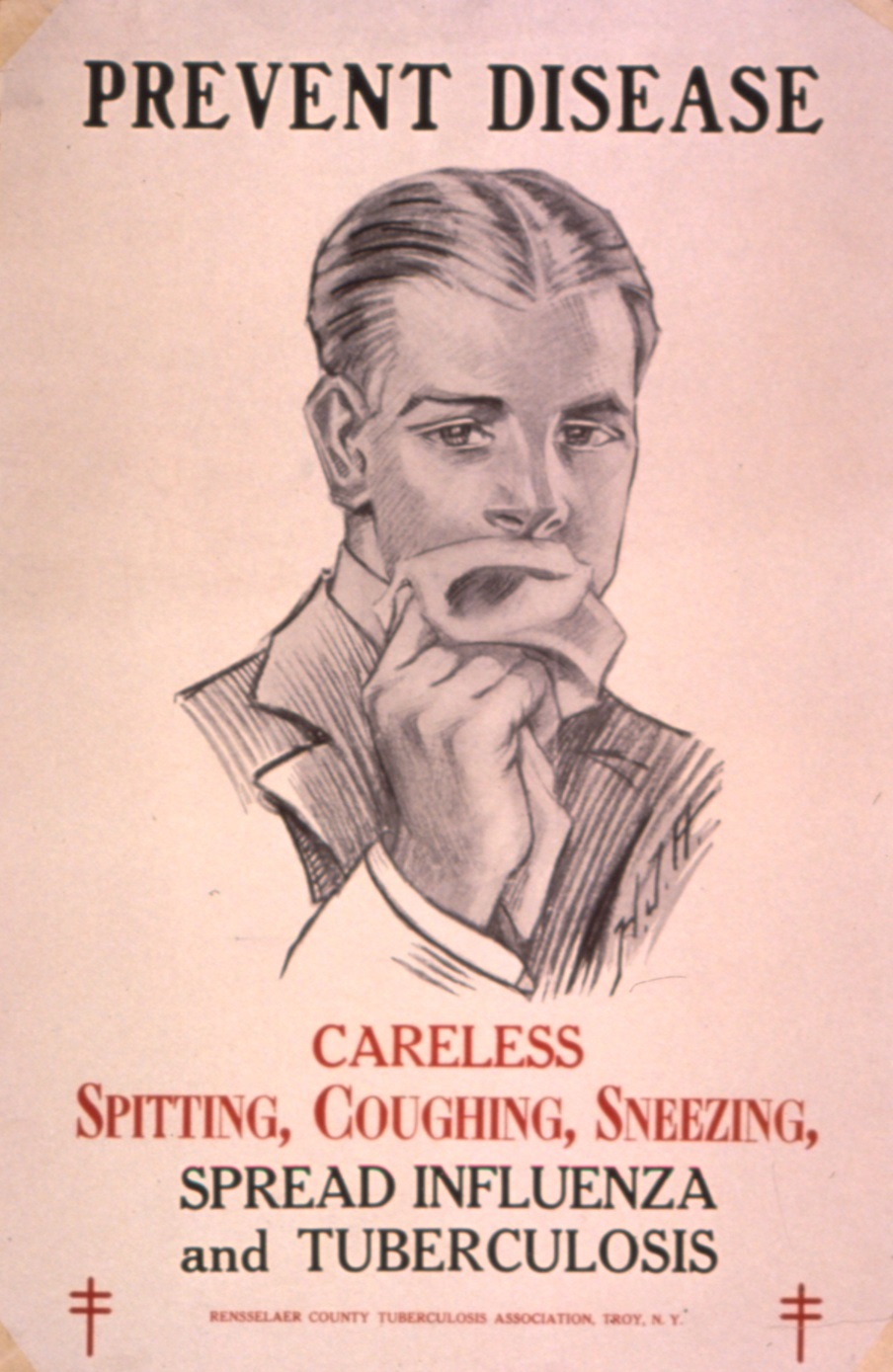
Plakát součástí kampaně o veřejném zdraví z 20. let 20. století proti tuberkulóze

#### Abstinence
Susan se kromě péče o akutní zdravotní problémy obyvatel, snažila vzdělávat komunitu v preventivní medicíně a v dalších problémech veřejného zdraví, včetně abstinence. Alkoholismus byl v rezervaci vážným problémem a pro Susan to byl i osobní problém, protože její manžel Henry byl alkoholik. Běloši nevalné pověsti užívali alkohol k získání výhody nad Omahy, když s nimi uzavírali smlouvy o vlastnictví půdy. Susan si jako místní lékařka a prominentní členka komunity, dobře uvědomovala jaké škody to může způsobit. Podporovala proto opatření jako vyvíjení nátlaku a tresty, aby odradila od konzumace alkoholu v komunitě Omahů. Pod vedením jejího otce, byl vytvořen systém tajné policie, který zahrnoval tělesné tresty k potrestání těch, kteří konzumovali alkohol.
Susan vedla osvětu proti alkoholu, přednášením o ctnostech abstinence a přijetím donucovacích prostředků a prohibice. Na začátku 90. let 19. století vedla kampaň za prohibiční zákon v okrese Thurston County, který ovšem neprošel, zčásti kvůli bezohledným obchodníkům s alkoholem, kteří získali výhodu nad negramotnými Omahy tím, že jim dali volební lístky, kde již bylo zaškrtnuto „proti prohibici“. Jiné zdroje uvádí, že indiánští muži byli podplaceni alkoholem od bílých mužů. Později Susan lobbovala za návrh zákona Meilklejohn, který by zakázal prodej alkoholu každému příjemci přidělené půdy, jehož majetek byl vládou stále držen ve státním fondu. Zákon prošel v lednu 1887, ale ukázal se, že je prakticky nemožné jej prosadit. Susan pokračovala v boji proti alkoholu po zbytek svého života. Když se do rezervace dostalo peyotlové náboženství na počátku 20. století, přijala ho jako prostředek proti alkoholismu, stejně jako mnoho jeho stoupenců, kteří se byli schopni se znovu spojit se svými tradicemi a odvrhnout alkohol.

#### Další zdravotní reformy
Kromě abstinence, Susan pracovala na osvětě v rámci veřejného zdraví širší komunity, což zahrnovalo hygienu ve školách, hygienická opatření při práci s potravinami a snahu bojovat proti šíření tuberkulózy. Pracovala ve zdravotním výboru města Walthill a v roce 1907 se stala zakládající členkou Zdravotnického sdružení v Thurston County. Susan byla také předsedkyní ve státním zdravotním výboru Ženských klubů nebraské federace, během 10. let 20. století. Jako předsedkyně vedla snahy vzdělávat lid o problémech veřejného zdraví a to speciálně ve školství, protože věřila, že klíčem k potírání nemocí je vzdělávání. Od doby svého studia na lékařské škole, vedla kampaň za vybudování nemocnice v rezervaci. Ta byla nakonec dokončena v roce 1913 a později byla na její počest po ní pojmenována. Jednalo se o první soukromě financovanou nemocnici v rezervaci.
Susanino nejdůležitější tažení bylo proti tuberkulóze, která připravila o život stovky Omahů, včetně jejího manžela Henryho v roce 1905. V roce 1907 napsala Indiánskému úřadu, ve snaze přesvědčit je k poskytnutí pomoci, ale její žádost byla odmítnuta s odůvodněním chybějících prostředků. Protože lék na tuberkulózu v té době ještě nebyl dostupný, Susan zastávala prostředky jako byla čistota, čerstvý vzduch a vymýcení much z domova, které považovala za hlavní příčinu šíření tuberkulózy.
Susanina ochota zapojovat se do politického dění, měla větší přesah než veřejné zdraví. Po smrti svého manžela, se stala více aktivní v kampaních za rozšíření nadačního období pro Omahy. Stala se delegátkou Ministra vnitra a protestovala proti změnám nad dohledem nad Omahy.

## Zapojení do politiky

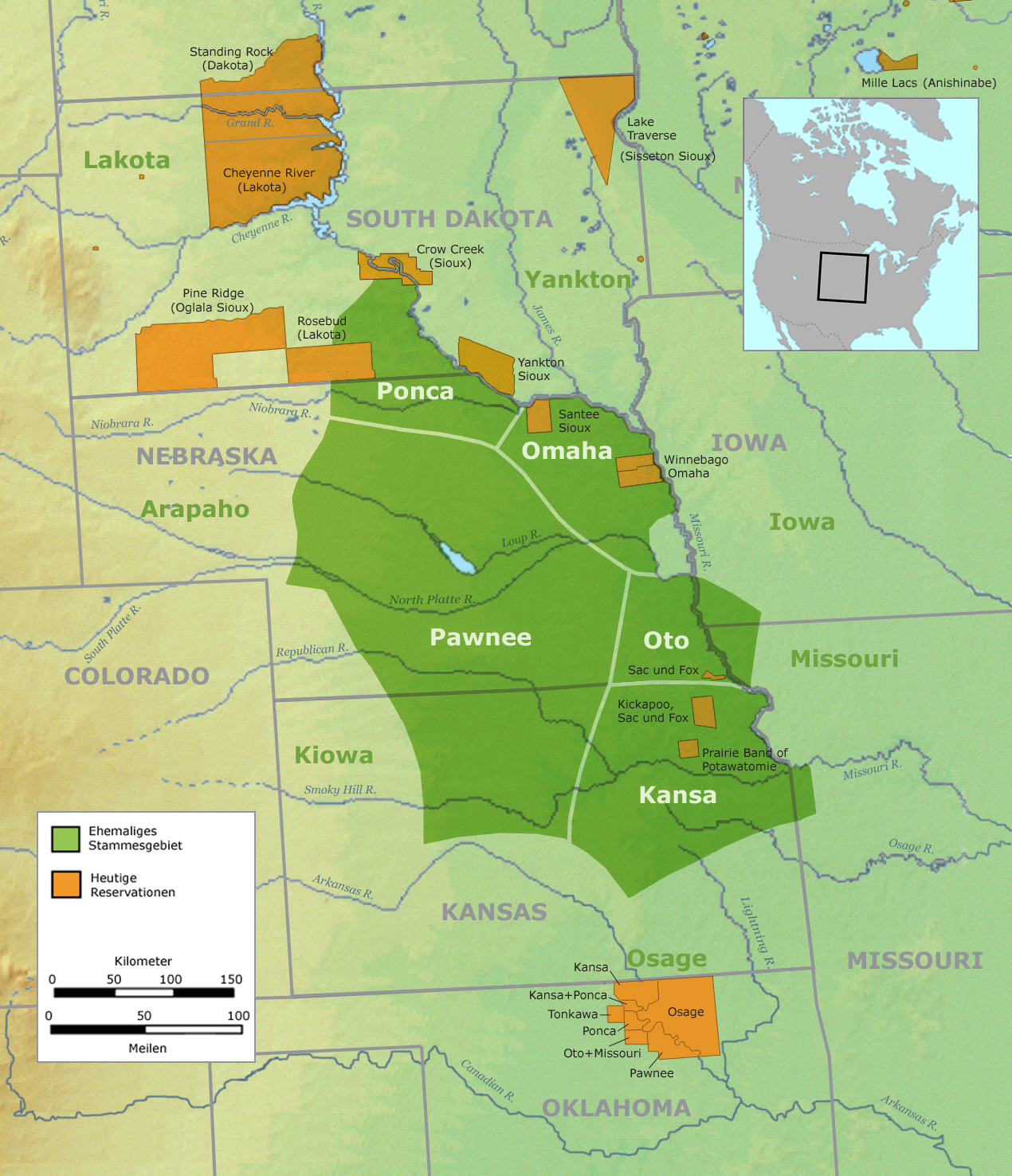
Mapa pozemků, které původně vlastnili Omahové a další kmeny (zelená) a jejich rezervace (oranžová).

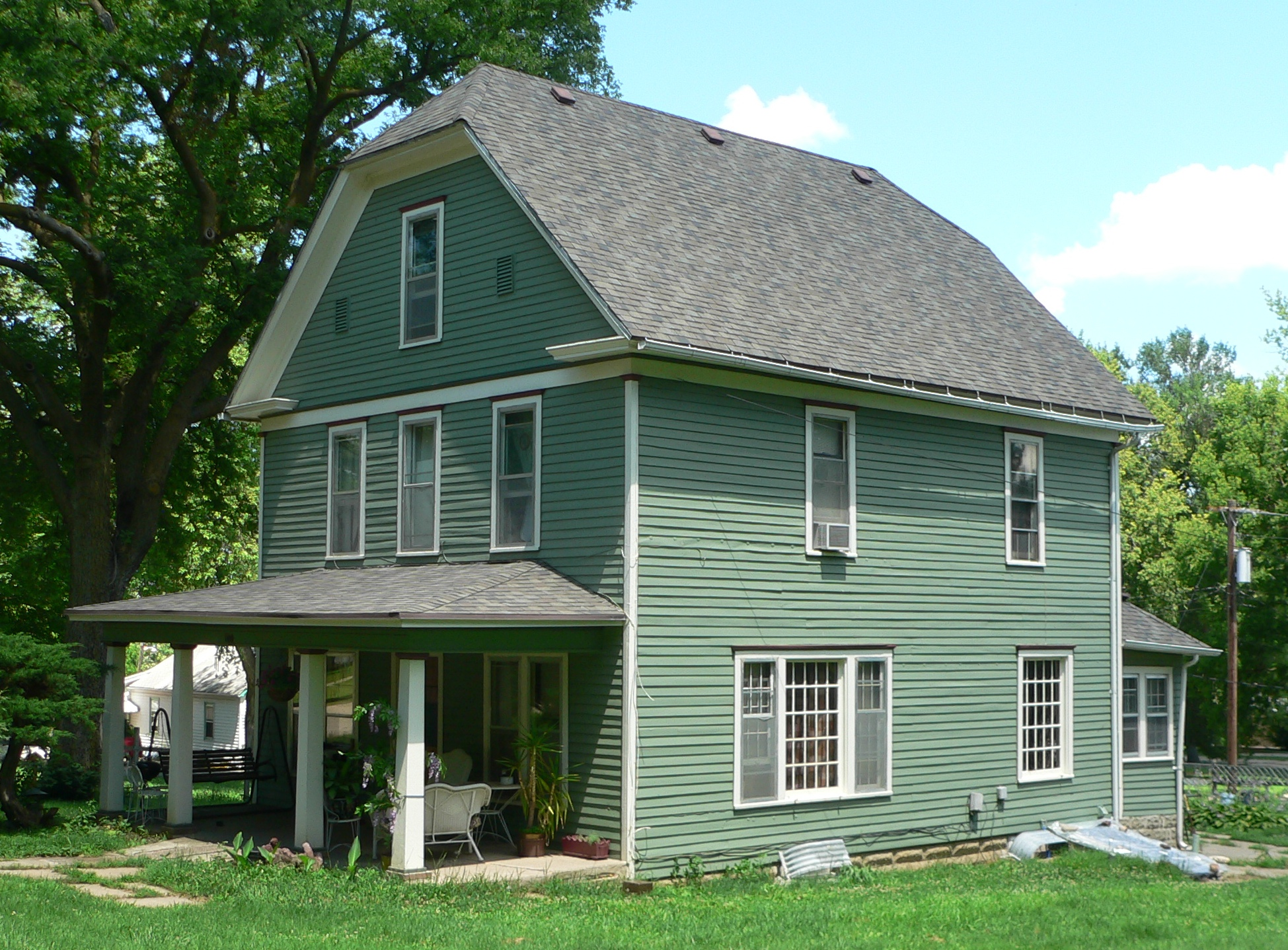
Dům Susan La Flesche Picotte ve Walthill v Nebrasce, kde žila v letech 1907–1915

### Potíže s dědictvím
Problém s přidělováním pozemků vyvstanul po smrti Susanina manžela Henryho v roce 1905. Susan a synům zanechal 75 hektarů pozemků v Jižní Dakotě, ale při jejich nárokování a prodeji nastaly problémy. V době Henryho smrti byly pozemky stále ve státním fondu a aby bylo možné získat peníze z jejich prodeje, museli dědicové prokázat způsobilost. Nezletilí synové museli mít zákonného zástupce, který by prokázal způsobilost jejich jménem. 
Proces získání peněz, které jim stát dlužil byl dlouhý a náročný. Susan posílala dopis za dopisem Indiánskému úřadu, aby ji uznal jako kompetentní osobu, aby tak mohla získat svůj podíl dědictví, který jí byl nakonec udělen R. J. Taylorem, zmocněncem z Yanktonské rezervace v roce 1907, skoro po dvou letech od manželovy smrti. Získat podíl dědictví pro syny se ukázalo jako větší problém. Zákonným zástupcem synů byl Peter Picotte, protože se pozemky nacházely v jiném státě. Ovšem Picotte odmítl dát svolení k prodeji.
Susan reagovala bombardováním komisaře Leuppa, vedoucího Indiánského úřadu, dopisy, ve kterých líčila Petera Picotta jako ochlastu a R. J. Taylora jako neústupného a neschopného, zatímco sebe označovala za nejlepšího správce peněz jejích synů. Tentokrát její dopis upoutal pozornost a Indiánský úřad odpověděl během týdne dopisem informujícím, že Taylor dostal rozkaz, aby ignoroval námitky Petera Picotta.
Susan tyto peníze investovala do nemovitostí k pronájmu a byla schopná užívat tento příjem, aby uživila sebe a své syny. Tím ovšem neskončil její boj s byrokracií federální vlády. Její děti zdědily pozemky od manželových příbuzných z kmene Siuxů a tak Susan vstoupila do další bitvy s byrokracií, která skočila pozitivně v roce 1908.

### Činnost pro komunitu
Susanin boj s byrokracií ohledně přidělování pozemků pokračoval i zástupně za ostatní členy komunity. V pozici lékařky si vybudovala důvěru u místních a její role lokální vůdkyně se rozšířila od pisatelky dopisů na obhájkyni pozemkových zájmů Omahů. Snažila se pomoci dalším Omahům, kteří chtěli prodat své pozemky a získat kontrolu nad penězi, které jim dlužil stát. Také se snažila pomoci vyřešit situace, kde běloši získali výhodu nad indiány, kteří se rozhodli svou půdu pronajmout.
Během této práce si Susan stále více uvědomovala pocit pobouření z pozemkových podvodů spáchaných syndikátem mužů, v rezervaci Omahů a kolem ní. Susan se soustředila na syndikát, který tvořili tři bílí muži a dva Omahové, kteří šidili nezletilé o jejich dědictví. Poněkud bizarním zvratem bylo, že Susan, která značnou část svého života tvrdila, že Omahové dokáží být stejně „civilizovaní“ jako bílí muži, napsala v roce 1909 Indiánskému úřadu, že někteří z jejích lidí nejsou schopni se chránit proti podvodníkům a potřebují, aby je nadále ochraňovala federální vláda. V roce 1910 Susan podnikla cestu do Washingtonu, D. C. aby promluvila s úředníky Úřadu pro indiánské záležitosti, a sdělila jim, že přestože je většina Omahů naprosto kompetentních spravovat své vlastní záležitosti, Úřad pro Indiány potlačil rozvoj obchodních dovedností a znalostí bílého světa mezi Indiány, a proto je nekompetentnost menšiny Omahů ve skutečnosti chybou federální vlády.
Tento argument byl výsledkem jejích kampaní proti konsolidaci agentur Omahů a kmene Winnebago, která byla navrženy v roce 1904 a obnovena v roce 1910. Susan byla součástí hnutí mezi Omahy, kteří se postavili proti této konsolidaci, a používala dopisy a ostře kritické novinové články, aby se dostala k podstatě věci srze byrokracii Úřadu pro indiánské záležitosti. Tvrdila, že zbytečná byrokracie vytvořená konsolidací nebyla pro Omahy nic jiného než další zátěží a byla dalším důkazem toho, že Úřad pro indiánské záležitosti s nimi zacházel jako s dětmi, než s občany připravenými účastnit se demokracie. Susan pokračovala v práci ve prospěch své komunity až do konce svého života, ačkoli se zdálo, že většina z toho je marná, protože její lidé ztratili mnoho půdy svých předků a stali se víceméně závislými na Úřadu pro indiánské záležitosti.

## Pocta
Nemocnice rezervace ve Walthill v Nebrasce, nyní komunitní centrum, je pojmenována po Susan La Flesche Picotte. V roce 1993 byla prohlášena za národní historickou památku. National Trust v roce 2018 jmenoval nemocnici na seznamu nejvíce ohrožených památek. Byly započaty práce na získání financí na její renovaci.
Po Susan La Flesche Picotte byla pojmenována základní škola v západní Omaze v Nebrasce.
Dne 17. července 2017 v den 152. výročí od narození Susan La Flesche Picotte, vydal vyhledavač Google na její počest Goodle Doodle.